# Henry Peach Robinson
Pour les articles homonymes, voir Robinson.
Henry Peach Robinson, né le 9 juillet 1830 à Ludlow, (Shropshire), et mort le 21 février 1901 à Royal Tunbridge Wells (Kent), est un peintre, photographe pictorialiste anglais, auteur de plusieurs ouvrages théoriques consacrés à la photographie;  il est également le créateur du groupe « Linked Ring », qui défendait la photographie comme art.
Il est surtout connu pour ses images créées à partir de plusieurs négatifs ; un exemple précoce de photomontage.

## Biographie
Robinson était l'aîné des quatre enfants de John Robinson, un instituteur, et de son épouse Eliza. 
Il fait ses études à l'académie Horatio Russell à Ludlow jusqu'à l'âge de treize ans, où il suit des cours de dessin et de sculpture avant d'être apprenti chez un libraire et imprimeur.  
Fortement influencé par les peintures de Joseph Mallord William Turner , il admire également le style des peintres du mouvement 
préraphaélite et les idées de John Ruskin. Il contribue au ' London Illustrated News' et au 'Journal of the Archaeological Society' avec des articles et illustrations. En 1852, il expose une peinture à l'huile, à la Royal Academy de Londres. 
Robinson travaille pendant plusieurs années comme libraire dans différentes villes.

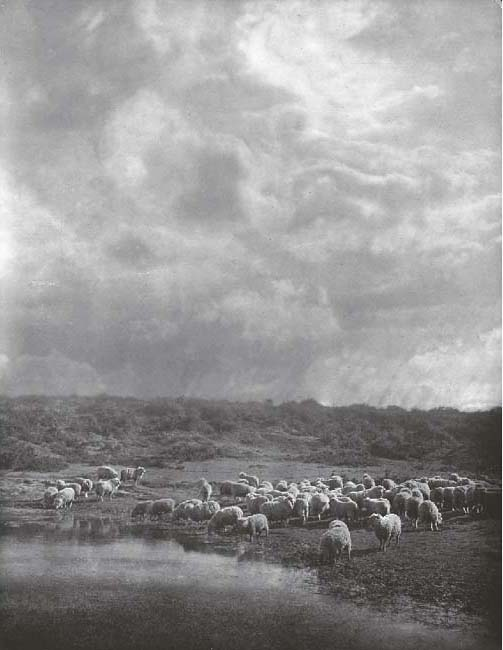
Robinson, Orage.

Marqué par l'Exposition universelle de 1851, il s'initie à la photographie, grâce aux instructions de Hugh Welch Diamond publiées dans le journal of the Photographic Society auquel il était abonné et qui expliquent le processus du calotype et l'utilisation du collodion humide ; en 1857, il abandonne la vente de livres pour devenir photographe professionnel, ouvrant un studio à Leamington Spa, vendant des portraits surtout pour les cartes-de-visite, portraits qui étaient parfois colorisés ou vignettés . Il  précise  à sa clientèle  que  « Les soies et les satins foncés sont les plus appropriés pour les robes de dames, le velours noir est déconseillé . Le blanc et le bleu clair doivent être évités si possible. ».
C'est pendant cette période qu'il commence à produire des photographies d'art;  si au début de sa carrière en 1850, il est intéressé par les photos de paysages, Robinson s'est surtout fait connaître pour ses recréations photographiques de thèmes littéraires exploités par la peinture préraphaélite, ces photographies sont aussi appelées « photographies préraphaélites ». Les limites de la photographie l'amènent à perfectionner l'idée du photomontage  ou  tirage combiné, une technique d'impression qui lui a permis d'assembler de nombreuses scènes individuelles dans une scène globale. Il a peut-être été initié à cette technique par Oscar Gustave Rejlander qu'il avait rencontré en 1857. En effet la difficulté technique de représenter le ciel et le sujet sur un même négatif le mène à constituer une réserve de négatifs du ciel pour les intégrer dans ses images qu'il composait soigneusement à partir d'esquisses,  et mettant en scène les personnages, utilisant des décors et des costumes en intérieur ou en extérieur pour réaliser des photos qui ressemblaient à des peintures.

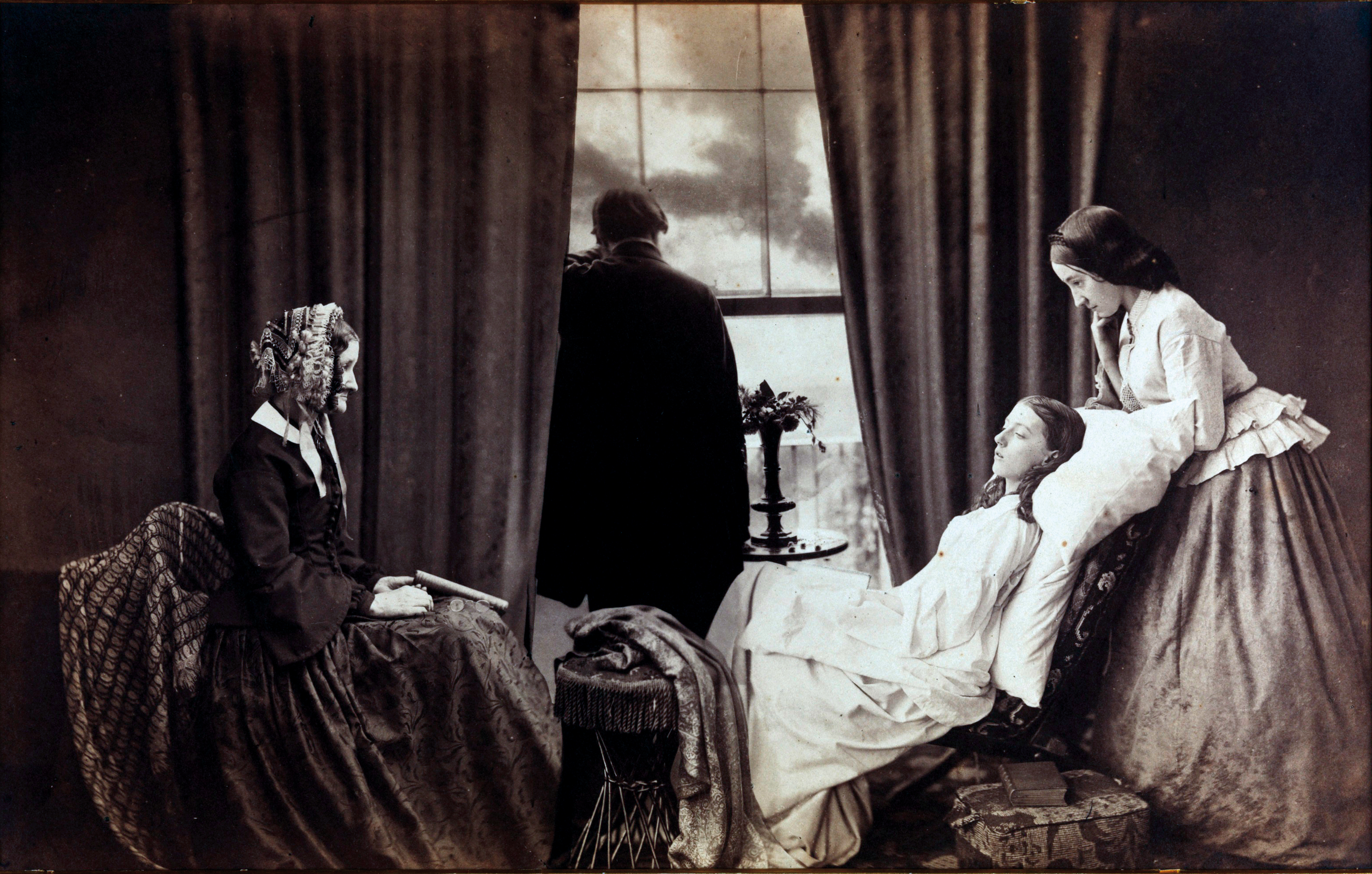
Robinson's Fading Away (1858)

Ainsi un de ses plus célèbres tableaux photographiques , Fading Away présenté au Crystal Palace en 1858,  est une composition à partir de cinq négatifs différents, dans laquelle il dépeint une jeune fille mourante entourée de quelques membres de sa famille.  À l'époque, cette photographie est controversée, certains estimaient que s' il était parfaitement acceptable que les peintres peignent des tableaux sur ce genre de thèmes douloureux, que les photographes le fassent, ne l'était pas. Cependant, l'image séduit le prince Albert, qui en acquiert une copie, par la suite, il passera commande pour chaque tableau composite que  produira Robinson.
En 1856, avec Rejlander, il est membre fondateur de la Birmingham Photographic Society.

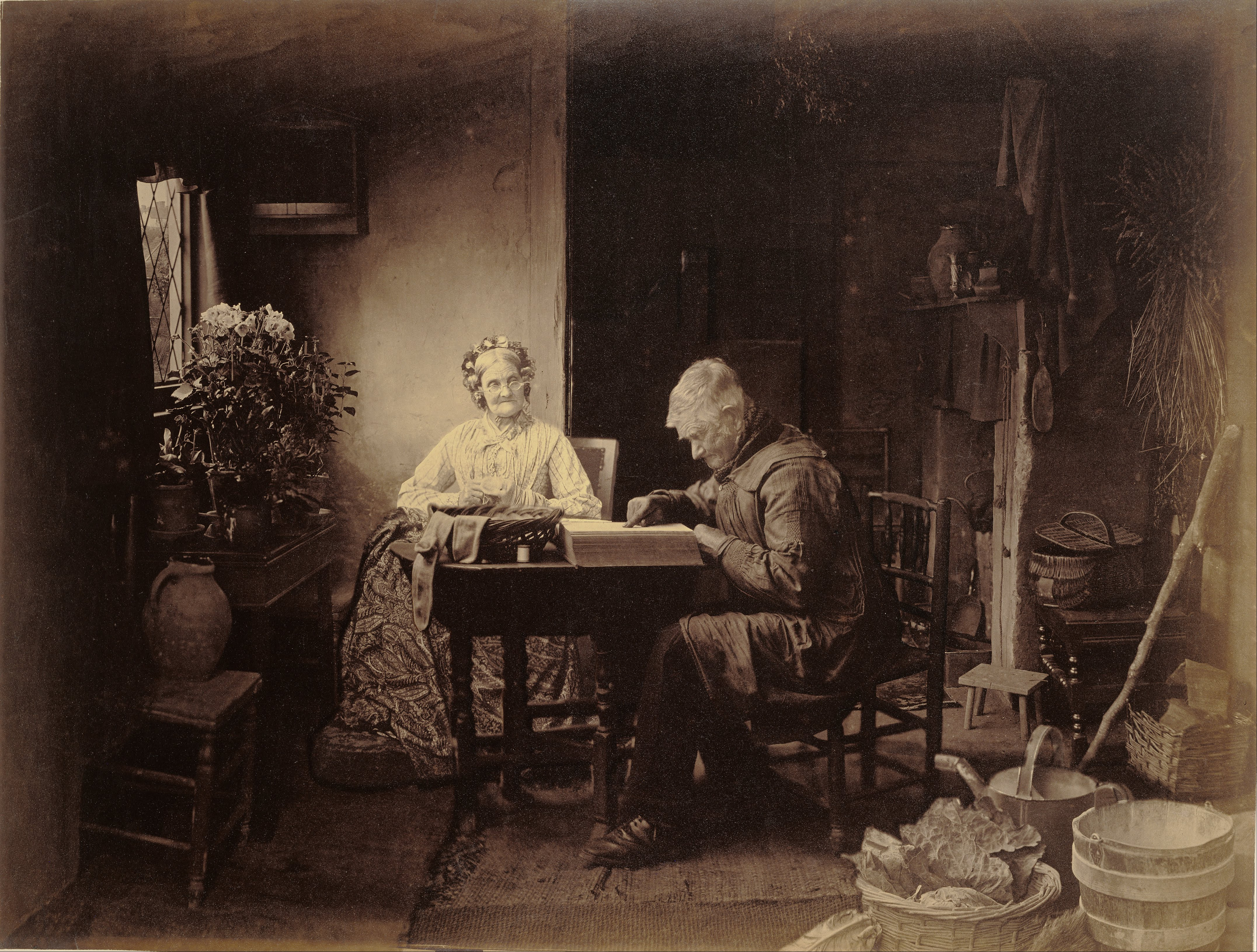
When the Day's Work is Done (1877). Composition à partir de six négatifs différents, tirage sur papier albuminé.

Déjà à cette époque, il y avait des conflits entre l'art et la science de la photographie. Le public qui admirait l'image Fading Away n'avait aucune idée qu'il s'agissait d'un tirage combiné et quand, en 1860, Robinson exposa ses méthodes lors d'une réunion de la Photographic Society of Scotland, il fut accueilli par des protestations, les gens avaient l'impression d'avoir été trompés. 
En 1864, à l'âge de trente-quatre ans, Robinson est forcé d'abandonner son studio en raison de problèmes de santé dus à l'exposition aux produits chimiques photographiques toxiques.
Il s'installe à Londres, et s'implique dans l'aspect  théorique de la photographie, rédigeant l'influent essai Pictorial Effect in Photography : Being Hints on Composition  and  Chiaroscuro for Photographers , publié en 1869, qui se veut un guide pour les photographes. Le livre contient des réflexions sur l'esthétique, les principes de l'art et les théories du »Picturesque»
, un concept répandu depuis le milieu du XVIIIe siècle. L'hypothèse de Robinson est que la photographie est un développement des arts visuels et peut être apprise tout comme la peinture. Il donne des instructions sur la façon dont la forme, la lumière et l'ombre doivent être arrangées pour créer une composition parfaite. Le photographe part des lois de la composition : unité, équilibre, équilibre de la lumière et de l'ombre . La thèse de Robinson est que le photographe doit être guidé par les mêmes règles qui  ont guidé les peintres, les sculpteurs et les architectes pendant des siècles. Comme exemples pratiques à l'appui de ces lignes directrices pour une bonne photographie d'art, Robinson choisit des œuvres de peintres des 18e et 19e siècles.
Vers cette époque, sa santé s'étant suffisamment améliorée , il ouvre un nouveau studio à Tunbridge Wells avec Nelson King Cherrill, et en 1870, il devient vice-président de la Royal Photographic Society. Il préconise que la photographie soit considérée comme une forme d'art. Il pensait que, comme d'autres formes d'art, la photographie pouvait porter les marques de son créateur, avec ses propres qualités visuelles et modes d'expression. En cela, il était plus proche des artistes photographes de la génération suivante tels qu'Alfred Maskell ou George Davison. Son critique le plus virulent Peter Henry Emerson qui lui aussi souhaitait que la photographie soit considérée comme un art à part entière, n'acceptait pas les retouches ou  manipulations, et  encourageait des caractéristiques propres à l'optique avec des zones nettes et d'autres floues.
À la suite de conflits internes au sein de la Société photographique, il démissionne en 1891 pour devenir l'un des premiers membres de la société rivale Linked Ring, dans laquelle il est actif jusqu'en 1897, date à laquelle, les anciennes querelles étant oubliées, il est élu membre honoraire de la Royal Photographic Society.
Henry Peach Robinson meurt en 1901 et repose à Tunbridge Wells.

## Publications
- Pictorial Effect in Photography: Being Hints On Composition And Chiaroscuro For Photographers. London: Piper & Carter, 1869. (sept rééditions).
- avec William de Wiveleslie Abney. The Art And Practice of Silver Printing. NY: E. & H.T. Anthony & Co., 1881.
- De l'effet artistique en photographie : conseils aux photographes sur l'art de la composition et du clair-obscur, Paris : Gauthier-Villars, 1885.
- La photographie en plein air : comment le photographe devient un artiste (trad. Hector Colard), Paris, Gauthier-Villars et fils, 1886 [réédition en 1889], 2 vol. (lire en ligne).
- L'atelier du photographe : la meilleure forme d'ateliers, fonds et accessoires, éclairage, pose et arrangement du modèle, Gauthier-Villars , 1888.
- Picture-Making By Photography. London: Hazell, Watson, & Viney, 1889.
- Art photography in short chapters London: Hazell Watson & Viney. 1890
- Photography as a business. Bradford [Eng.] Percy Lund. 1890
- The Studio And What To Do in It. London: Piper & Carter, 1891.
- The elements of a pictorial photograph. Bradford : Percy Lund & Co. 1896.
- Catalogue of pictorial photographs. Ralph W. Robinson. Redhill, Surrey. 1901